# Морський старт
Морський старт (англ. Sea Launch) — плавучий космодром для запуску ракет «Зеніт-3SL». Сі Лонч (Sea Launch) — міжнародний консорціум з експлуатації космодрому «Морський старт».
Ідея морського космодрому полягає в тому, щоб доставляти ракету-носій морем на екватор, де умови для запуску оптимальніші завдяки можливості використовувати інерцію обертання Землі. Точка старту — Тихий океан, 154 градуси західної довготи, поблизу острова Різдва.
У 2014 році космодром здійснив останній запуск. Після переговорів його купила російська компанія S7. У лютому 2020 року «Морський старт» перебазували до Росії у порт Слов'янка біля Владивостока. Зрештою 23 квітня 2020 року президент S7 Владислав Філев оголосив про замороження проєкту на невизначений термін.

## Історія компанії
Міжнародний консорціум «Сі Лонч» був створений в 1995 році. У нього входять американська аерокосмічна корпорація «Боїнг», що забезпечує загальне керівництво і фінансування (40 % капіталу), російська ракетно-космічна корпорація «Енергія» (25 %), українські КБ «Південне» і ПО «Південмаш» (15 %), а також — норвезька суднобудівна компанія «Акер Квернер» (20 %).
Початкова вартість проєкту становила 3,5 млрд дол.
Бюджет фази розробки був значно перевищений, головним чином, за контрактами з компаніями групи «Кварнер», «Боїнг Коммершиал Спейс Компані» (БКСК), за змістом компаній «Сі Лонч». Ця перевитрата у вигляді декількох сотень мільйонів доларів позикових коштів і витрат на їхнє обслуговування лягла важким фінансовим навантаженням на бюджет компанії «Сі Лонч» на фазі операцій. На додаток до цього збільшення на 40 % початкової ціни блоку корисного вантажу, що поставляється БКСК, в порівнянні з бізнес-планом, безперервне збільшення витрат на утримання та експлуатацію платформи та складально-командного судна, поява нових статей витрат у сфері відповідальності БКСК, не передбачених у бізнес-плані, в поєднанні з низькими (нижче бізнес-плану) цінами на запуски не дозволили подолати фінансову спадщину фази розробки. Дефіцит грошей з року в рік збільшувався.
У 2005—2006 роках за ініціативи РКК «Енергія» робилися спроби скоротити витрати (і створена спеціальна комісія) і одночасно збільшити дохідну частину за рахунок активізації маркетингу і більш агресивних цін. Була отримана позитивна динаміка, але в 2006 році залихоманило виробництво і постачання двигунів і ракет «Зеніт-3SL». Це практично звело до нуля всі зусилля в спробі вийти на беззбитковий бізнес.
Діагноз, поставлений фінансовим труднощам проєкту в 2007 році, дозволив президенту Корпорації В. А. Лопоті знайти російського інвестора — власника компанії Upland Comnet Limited. У березні 2008 року в Осло було озвучено пропозицію партнерам; в травні в РКК «Енергія» відбулося обговорення плану просування угоди; в липні в Лондоні погоджено основні параметри і документи угоди. Процес узгодження основних документів угоди і цін довгострокових контрактів поставних проходив у вересні в Осло, однак був важким і затягнувся до листопада 2008 року. До того часу дала знати про себе світова фінансова криза і інвестор втратив фінансові можливості для угоди.
Значний інтерес проявила компанія Tennenbaum. Вона сформувала умови DIP-фінансування, запросила РКК «Енергія» взяти участь в посильній частці. Кілька місяців йшли обговорення, але пропозиції Tennenbaum не були підтримані іншими партнерами.
Space Launch Services — спільне підприємство, створене спеціально для цієї мети американськими компаніями Excalibur Almaz і Planet Space.
Пропозиція цієї компанії передбачала перебазування комплексу «Морський старт» в порт мису Канаверал штату Флорида і використання двоступеневої ракети «Зеніт-3SL» для доставки вантажів та екіпажу на МКС з використанням КК Excalibur (капсули російського КК «Алмаз»). Ця пропозиція підтримувалася українськими партнерами.
22 червня 2009 року компанія оголосила про своє банкрутство та фінансову реорганізацію згідно з главою 11 Кодексу США про банкрутство.
Реорганізована група компаній «Сі Лонч» з належними їй стартовою платформою і складально-командним судном, інфраструктурою базового порту та іншими активами, а також бізнес перейшли у володіння нових акціонерів: основного (80 %) — ВАТ «Енергія Оверсіз» і міноритарних — компанії «Сі Лонч Траст LLC» (штат Делавер) — власника частки групи «Боїнг» і групи «Акер» (5 %) і РКК «Енергія» (15 % у вигляді привілейованих акцій).
Також в кінці 2010 року на прохання компанії Energia Logistics LLC була підготовлена довідка «Космічна головна частина (некапсульований варіант) на базі головного обтікача типу 81КС розробки РКК „Енергія“ для РКП „Зеніт-3SL“». У ній були представлені матеріали по можливості розробки та виготовлення РКК «Енергія» спільно з кооперацією некапсульованої космічної головної частини на базі головного обтікача типу 81КС із зазначенням виду необхідних для цього робіт, їхніх вартісної і тимчасової оцінки, включаючи роботу зі збирання та перевірки космічної головної частини в базовому порту.
24 вересня 2011 року о 13:18 за місцевим часом здійснено успішний запуск КА Atlantic Bird 7 по програмі «Морський старт». Таким чином робота проєкту після завершення процедури банкрутства відновилася.
У 2015 році представник «Роскосмосу» заявив, що Росія продала свою частку у консорціумі.[джерело?]
У вересні 2016 року повідомлено, що російський авіахолдинг S7 Group придбав космодром «Морський старт». Предметом угоди є корабель Sea Launch Commander, платформа Odyssey з установленим на них обладнанням ракетного сегмента, наземне обладнання у базовому порту Лонг-Біч (США) і товарний знак Sea Launch. Вивести комплекс з консервації і почати пускову діяльність планується наприкінці 2018 року. Росіяни розраховують, що зможуть зробити до 70 пусків протягом 15 років.

## Космічні морські старти
|                                                          |  |  |
| Ювілейна монета НБУ присвячена першому пуску «Зеніт-3SL» |  |  |

Демонстраційний супутник DemoSat масою 4,5 т був запущений 28 березня 1999 року. У жовтні того ж року був успішно здійснений перший комерційний запуск. До жовтня 2011 року було здійснено 31 морський запуск, зокрема 28 успішних, 1 частково успішний і 2 невдалих.
| Дата             | Вантаж                      | Маса   | Коментар        |
| ---------------- | --------------------------- | ------ | --------------- |
| 27 березня, 1999 | DemoSat                     | 4,5 т  | успіх           |
| 9 жовтня, 1999   | DIRECTV 1-R                 | 3,5 т  | успіх           |
| 12 березня, 2000 | ICO F-1                     | 2,7 т  | аварія          |
| 28 липня, 2000   | PAS                         | 3,7 т  | успіх           |
| 20 жовтня, 2000  | Thuraya-1                   | 5,1 т  | успіх           |
| 18 березня, 2001 | XM Radio-2 «ROCK»           | 4,7 т  | успіх           |
| 8 травня, 2001   | XM Radio-1 «ROLL»           | 4,7 т  | успіх           |
| 15 червня, 2002  | Galaxy IIIC                 | 4,9 т  | успіх           |
| 10 червня, 2003  | Thuraya-2                   | 5,2 т  | успіх           |
| 7 серпня, 2003   | EchoStar IX/Telstar 13      | 4,7 т  | успіх           |
| 30 вересня, 2003 | Galaxy XIII/Horizons-1      | 4,1 т  | успіх           |
| 10 січня, 2004   | Telstar 14/Estrela do Sul 1 | 4,7 т  | успіх           |
| 4 травня, 2004   | DIRECTV-7S                  | 5,5 т  | успіх           |
| 28 червня, 2004  | Telstar-18N                 | 4,8 т  | частковий успіх |
| 1 березня, 2005  | XM Radio-3 «Rhythm»         | 4,7 т  | успіх           |
| 26 квітня, 2005  | SPACEWAY-1                  | 6,08 т | успіх           |
| 23 червня, 2005  | Intelsat IA-8               | 5,5 т  | успіх           |
| 8 листопада 2005 | Inmarsat 4-F2               | 6,0 т  | успіх           |
| 15 лютого, 2006  | EchoStar X                  | 4,3 т  | успіх           |
| 12 квітня, 2006  | JCSAT-9                     | 4,4 т  | успіх           |
| 18 червня, 2006  | Galaxy 16                   | 5,1 т  | успіх           |
| 22 серпня, 2006  | Koreasat 5                  | 4,9 т  | успіх           |
| 30 жовтня, 2006  | XM Radio-4 «Blues»          | 5,2 т  | успіх           |
| 30 січня, 2007   | NSS-8                       | 5,92 т | аварія          |
| 15 січня, 2008   | Thuraya-3                   | 5,2 т  | успіх           |
| 19 березня, 2008 | DirecTV-11                  | 5,9 т  | успіх           |
| 21 травня, 2008  | Galaxy 18                   | 4,6 т  | успіх           |
| 16 липня, 2008   | EchoStar XI                 | 5,5 т  | успіх           |
| 24 вересня, 2008 | Galaxy 19                   | 4,7 т  | успіх           |
| 20 квітня 2009   | SICRAL 1B                   | 3,0 т  | успіх           |
| 24 вересня 2011  | Atlantic Bird 7             | 4,6 т  | успіх           |
| 1 червня 2012    | Intelsat-19                 | 5,6 т  | успіх           |
| 19 серпня 2012   | Intelsat-21                 | 6,0 т  | успіх           |
| 3 грудня 2012    | EUTELSAT-70B                | 5,2 т  | успіх           |
| 1 лютого 2013    | Intelsat 27                 | 6,2 т  | аварія          |
| 26 травня 2014   | Eutelsat 3B                 | 6,0 т  | успіх           |

## Точка старту
Точка старту — акваторія Тихого океану в точці з координатами 0°00′ пн. ш. 154°00′ з. д., поблизу острова Різдва. За зібраною за 150 років статистикою ця ділянка Тихого океану вважається фахівцями найбільш спокійною і віддаленою від морських шляхів. Проте кілька разів непрості погодні умови змушували переносити час запуску на кілька днів. А одного разу зумовили повернення комплексу в базовий порт через сильні течії.
Недалеко від точки старту (0°0′1″ пн. ш., 153°54′46″ з. д.) розміщений метеорологічний буй 51028 національного управління за атмосферою і океану.
|                                | січень | лютий | березень | квітень | травень | червень | липень | серпень | вересень | жовтень | листопад | грудень | рік  |
| ------------------------------ | ------ | ----- | -------- | ------- | ------- | ------- | ------ | ------- | -------- | ------- | -------- | ------- | ---- |
| Середня температура повітря, C | 25.3   | 25.4  | 25.6     | 26.4    | 26.7    | 26.3    | 25.8   | 25.5    | 26.1     | 25.4    | 25.5     | 25.4    | 25.8 |
| Середня температура води, C    | 25.5   | 25.5  | 25.7     | 26.6    | 26.8    | 26.4    | 25.9   | 25.6    | 26.5     | 25.6    | 25.8     | 25.7    | 26.0 |
| Середня швидкість вітру, м/с   | 13.2   | 12.7  | 11.0     | 10.5    | 9.7     | 11.0    | 11.9   | 12.3    | 11.4     | 12.6    | 12.0     | 13.4    | 11.8 |
| Пориви вітру, м/с              | 16     | 15.3  | 13.4     | 12.8    | 11.9    | 13.4    | 14.4   | 15      | 13.8     | 15.1    | 14.5     | 16.1    | 14.3 |
| Значима висота хвилі, м        | 2.2    | 2.2   | 2        | 2.1     | 2       | 1.9     | 2      | 2       | 1.7      | 1.9     | 1.8      | 2.1     | 2    |

## Наземний старт
Використовуючи існуючу інфраструктуру Зеніт на космодромі Байконур, система «Наземний старт» заснована на зміненій версії транспортного засобу «Морського старту», триступінчатої ракети Zenit 3SLB. Zenit 3SLB може використовуватись для запуску комерційних супутників вагою до 3,5 т. Двоступінчата ракета Zenit-2SLB може використовуватись для підйому корисних вантажів вагою до 13 т на похилі низькі земні орбіти.

## Морський сегмент
Морський сегмент комплексу «Морський старт» складається з двох морських судів: стартової платформи (СП) «Одісей» і складально-командного судна (СКС).

### Платформа «Одіссей»

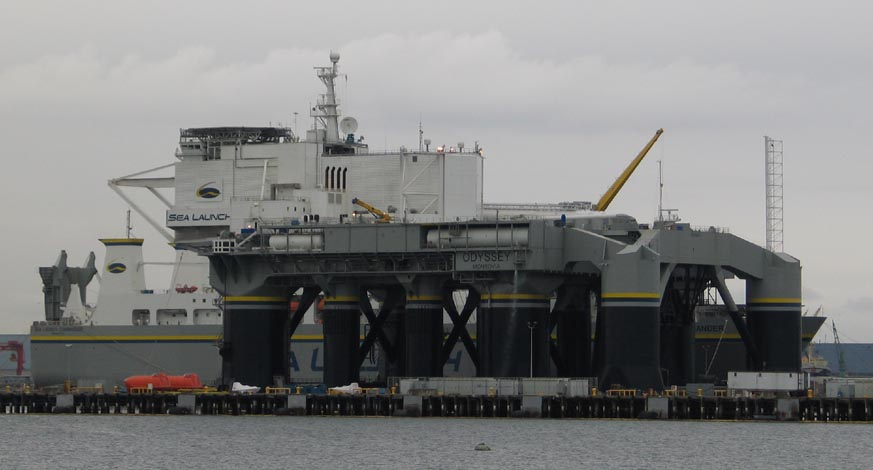
Космодром «Морський старт» — морська платформа «Одіссей»

Стартова платформа «ODYSSEY» має свою історію. Це колишня самохідна нафтовидобувна платформа «OCEAN ODYSSEY», побудована в Йокосуці, Японія, в 1982 — 1984 роках. Платформа відповідала класу для необмеженого району мореплавання. Бурова вишка платформи була повністю закрита, щоб можна було працювати при температурі навколишнього повітря до −35 °C. 22 вересня 1988 року під час видобутку нафти в Північному морі на платформі виникла сильна пожежа, що увійшла у світову історію найбільших морських катастроф. Після пожежі платформа була частково демонтована і за прямим призначенням більше не використовувалася. У 1992 платформа пройшла ремонт і переобладнання в бурову платформу на Виборзькому суднобудівному заводі. Було прийнято рішення використовувати її у проєкті «Морський старт». В 1996 — 1997 роках платформа пройшла переобладнання на верфі «Rosenberg» в Ставангері, Норвегія, і стала називатися Odyssey. Другий етап переобладнання СП проходив на Виборзькому суднобудівному заводі перейменованому до того часу в «Кварнер-Виборг-Верф».
Характеристики СП: довжина 133 м, ширина 67 м, висота 60 м, водотоннажність 46 тис. тонн.
Під час старту ракети на стартовій платформі не залишається жодної людини: вони переміщаються на складально-командне судно.

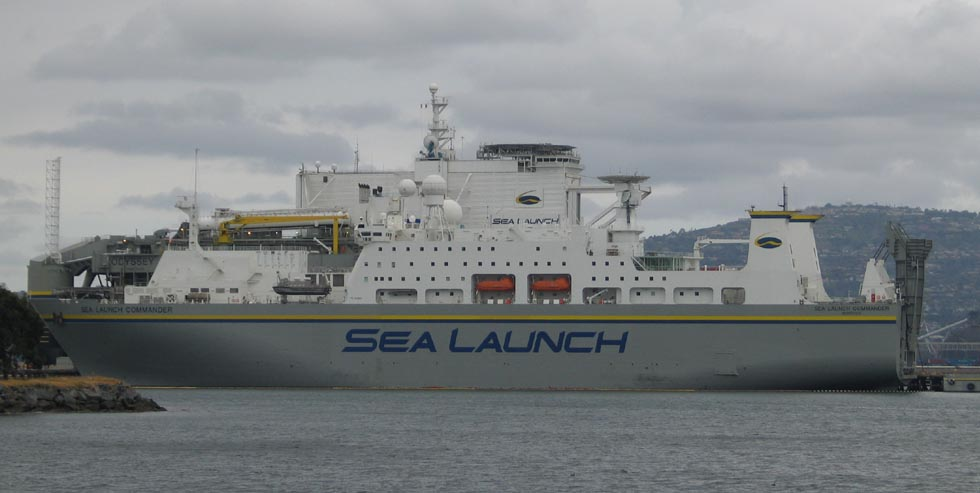
Космодром «Морський старт» — корабель, центр управління польотами

### Складально-командне судно (СКС)
До комплексу входить також командне судно, побудоване на шотландському заводі, що належить «Акер Квернер». Порт приписки — Лонг Біч (Каліфорнія).
Складально-командне судно «Sea Launch Commander» було побудовано спеціально для проєкту «Морський старт» компанією «Kvaerner Govan Ltd.», Глазго, Шотландія, в 1997 році. У 1998 році СКС було дообладнано на Канонерському суднобудівному заводі, Санкт-Петербург. СКС оснащено системами та обладнанням, що дозволяють проведення на його борту комплексних випробувань ракети-носія і розгінного блоку, заправку розгінного блоку висококиплячими компонентами палива і газами, складання ракети-носія.
СКС виконує також функції центру управління при підготовці та пуску ракети-носія. На СКС розташовуються командний пункт управління польотом розгінного блоку і засоби прийому та обробки телевимірювань.
Характеристики СКС: довжина 203 м, ширина 32 м, висота 50 м, водотоннажність 27 тис. тонн, максимальна швидкість 21 вузол.

## Банкрутство компанії
22 червня 2009 року міжнародний консорціум Sea Launch Company (SLC) оголосив про своє банкрутство і фінансову реорганізацію. Згідно з даними, вказаними в заяві компанії, її активи складають від 100 до 500 мільйонів доларів, а борги — від 500 мільйонів до одного мільярда доларів. «Ми хочемо запевнити наших замовників, постачальників та партнерів, що після подання заяви „Морський старт“ має намір продовжити свою діяльність. Реорганізація, згідно з главою 11, дає нам можливість продовжити свою діяльність і сконцентрувати зусилля на розробці планів нашого подальшого розвитку», — повідомила компанія.
У березні 2010 року рада директорів Sea Launch Company ухвалила рішення віддати ракетно-космічній корпорації «Енергія» «головну роль» в проєкті «Морський старт» 27 жовтня 2010 року компанія Sea Launch успішно вийшла з процедури реорганізації.
Провідну роль в проєкті після реорганізації грає російська РКК «Енергія», яка управляє проєктом через свої дочірні структури — Energia Overseas Ltd. (Москва, Росія) та Energia Logistics Ltd. (Long Beach, CA, USA).

## Учасники проєкту «Морський Старт» та їхні основні ролі після реорганізації
- Sea Launch AG (центральний офіс в м. Берні, Швейцарія) — продаж і маркетинг, договірна робота з замовниками космічного апарата. Замовляє пускові послуги у ELUS.
- Energia Logistics Ltd. [United States] (ELUS) — пускові послуги, включаючи замовлення і оплату всієї польотної матеріальної частини, страхування місії.
- Energia Logistics Russian Federation (ELRF) — агент з придбання та продажу розгінного блоку DM-SL і РН «Зеніт-2S» між ELUS і контрагентами. Забезпечує регулярний моніторинг роботи контрагентів і їхніх субпідрядників, платежі між ELUS, контрагентами і субпідрядниками та їхній моніторинг. Контракти з транспортування матеріальної частини в Базовий порт.
- Boeing Commercial Space Company (BCSC) — корисне навантаження і її системна інтеграція, аналітична підтримка для ELUS в частині корисного навантаження, аналізу місії, планування пусків на верхньому рівні, послуги перекладу, підтримка замовників пускових послуг.
- РКК «Енергія» — виготовлення та складання розгінного блоку DM-SL, моніторинг своїх субпідрядників, технічна підтримка для ELRF.
- ВО «Південмаш» / ДКБ «Південне» — виготовлення та складання РН «Зеніт-2S», моніторинг своїх субпідрядників, інженерна підтримка в частині РН «Зеніт-2S».